# Gurmují
El gurmují (en punyabí: گُرمُکھی, en alfabeto gurmují: ਗੁਰਮੁਖੀ, pronunciado [ɡʊɾmʊkʰi]; literalmente «de la boca del Gurú») es un abugida usado en el idioma punyabí empleado únicamente con fines religiosos.

## Letras de base
El alfabeto gurmují contiene 35 letras de base diferentes. Las tres primeras son únicas porque forman la base para las vocales pero sin ser consonantes. Excepto aira, los tres primeros caracteres nunca se utilizan sueltos.
| Nombre | Nombre  | Pron. | Nombre | Nombre   | Pron. | Nombre | Nombre | Pron. | Nombre | Nombre | Pron. | Nombre | Nombre | Pron. |
| ------ | ------- | ----- | ------ | -------- | ----- | ------ | ------ | ----- | ------ | ------ | ----- | ------ | ------ | ----- |
| ੳ      | Ura     |       | ਅ      | Aira     |       | ੲ      | Iri    |       | ਸ      | Sussa  | Sa    | ਹ      | Haha   | Ha    |
| ਕ      | Kakka   | Ka    | ਖ      | Khukha   | Kha   | ਗ      | Gugga  | Ga    | ਘ      | Ghugga | Gha   | ਙ      | Ungga  | Nga   |
| ਚ      | Chuchaa | Ca    | ਛ      | Chhuchha | Cha   | ਜ      | Jujja  | Ja    | ਝ      | Jhujja | Jha   | ਞ      | Neya   | Nya   |
| ਟ      | Tainka  | Tta   | ਠ      | Thutha   | Ttha  | ਡ      | Dainga | Dda   | ਢ      | Dhudda | Ddha  | ਣ      | Nahnha | Nna   |
| ਤ      | Tutta   | Ta    | ਥ      | Thutha   | Tha   | ਦ      | Duda   | Da    | ਧ      | Dhuda  | Dha   | ਨ      | Nunna  | Na    |
| ਪ      | Puppa   | Pa    | ਫ      | Phupha   | Pha   | ਬ      | Bubba  | Ba    | ਭ      | Bhubba | Bha   | ਮ      | Mumma  | Ma    |
| ਯ      | Yaiyya  | Ya    | ਰ      | Rara     | Ra    | ਲ      | Lulla  | La    | ਵ      | Vava   | Va    | ੜ      | Rharha | Rha   |

Además, hay seis consonantes creadas colocando un punto (bindi) al pie (pair) de las consonantes (esto no es así en el Gurú Granth Sahib:
| Nombre | Nombre            | Pron. |
| ------ | ----------------- | ----- |
| ਸ਼      | Sussa pair bindi  | Sha   |
| ਖ਼      | Khukha pair bindi | Khha  |
| ਗ਼      | Gugga pair bindi  | Ghha  |
| ਜ਼      | Jujja pair bindi  | Za    |
| ਫ਼      | Phupha pair bindi | Fa    |
| ਲ਼      | Lulla pair bindi  | Lla   |

Lulla pair bindi ha sido añadida recientemente a este alfabeto. Algunas fuentes le consideran como una letra separada.

## Vocales
El alfabeto gurmují tiene vocales diacríticas y vocales independientes. Las vocales independientes están hechas a partir de las letras de base ੳ Ura, ਅ Aira e ੲ Iri.
| Vocales        | Vocales      | Vocales         | Nombre         | Romanización | AFI     |
| Independientes | Dependientes | Ejemplo con /k/ | Nombre         | Romanización | AFI     |
| -------------- | ------------ | --------------- | -------------- | ------------ | ------- |
| ਅ              | (nada)       | ਕ               | mukḁtā ਮੁਕਤਾ     | a            | ə       |
| ਆ              | ਾ             | ਕਾ               | kannā ਕੰਨਾ       | ā            | aː~äː   |
| ਇ              | ਿ             | ਕਿ               | siā̀rī ਸਿਹਾਰੀ      | i            | ɪ       |
| ਈ              | ੀ             | ਕੀ               | biā̀rī ਬਿਹਾਰੀ      | ī            | iː      |
| ਉ              | ੁ             | ਕੁ               | auṅkaṛ ਔਂਕੜ     | u            | ʊ       |
| ਊ              | ੂ             | ਕੂ               | dulaiṅkaṛ ਦੁਲੈਂਕੜ | ū            | uː      |
| ਏ              | ੇ             | ਕੇ               | lā̃/lāvā̃ ਲਾਂ/ਲਾਵਾਂ   | e            | eː      |
| ਐ              | ੈ             | ਕੈ               | dulāvā̃ ਦੁਲਾਵਾਂ     | ai           | ɛː~[əɪ] |
| ਓ              | ੋ             | ਕੋ               | hoṛā ਹੋੜਾ        | o            | oː      |
| ਔ              | ੌ             | ਕੌ               | kanauṛā ਕਨੌੜਾ    | au           | ɔː~[əʊ] |

## Unicode
El alfabeto gurmují se agregó al estándar Unicode en octubre de 1991 con el lanzamiento de la versión 1.0. Muchos sitios todavía usan fuentes de código cerrado que convierten códigos ASCII latinos en letras gurmukhī.
El bloque Unicode para el gurmují es U+0A00–U+0A7F:
| Gurmukhi Official Unicode Consortium code chart (PDF)                               |   |   |   |   |   |   |   |   |   |   |   |   |   |   |   |   |
|                                                                                     | 0 | 1 | 2 | 3 | 4 | 5 | 6 | 7 | 8 | 9 | A | B | C | D | E | F |
| U+0A0x                                                                              |   | ਁ  | ਂ  | ਃ  |   | ਅ | ਆ | ਇ | ਈ | ਉ | ਊ |   |   |   |   | ਏ |
| U+0A1x                                                                              | ਐ |   |   | ਓ | ਔ | ਕ | ਖ | ਗ | ਘ | ਙ | ਚ | ਛ | ਜ | ਝ | ਞ | ਟ |
| U+0A2x                                                                              | ਠ | ਡ | ਢ | ਣ | ਤ | ਥ | ਦ | ਧ | ਨ |   | ਪ | ਫ | ਬ | ਭ | ਮ | ਯ |
| U+0A3x                                                                              | ਰ |   | ਲ | ਲ਼ |   | ਵ | ਸ਼ |   | ਸ | ਹ |   |   | ਼  |   | ਾ  | ਿ  |
| U+0A4x                                                                              | ੀ  | ੁ  | ੂ  |   |   |   |   | ੇ  | ੈ  |   |   | ੋ  | ੌ  | ੍  |   |   |
| U+0A5x                                                                              |   | ੑ  |   |   |   |   |   |   |   | ਖ਼ | ਗ਼ | ਜ਼ | ੜ |   | ਫ਼ |   |
| U+0A6x                                                                              |   |   |   |   |   |   | ੦ | ੧ | ੨ | ੩ | ੪ | ੫ | ੬ | ੭ | ੮ | ੯ |
| U+0A7x                                                                              | ੰ  | ੱ  | ੲ | ੳ | ੴ | ੵ  | ੶ |   |   |   |   |   |   |   |   |   |
| Notas Desde la versión Unicode 13.0 Las áreas grises indican segmentos no asignados |   |   |   |   |   |   |   |   |   |   |   |   |   |   |   |   |